# Cremona (Mondkrater)
Cremona ist ein Einschlagkrater auf der Mondrückseite.
Der Krater liegt im Norden des Mondes, südlich des größeren Kraters Brianchon. In der Nähe finden sich Boole im Südsüdsoten, Paneth im Südsüdwesten und Lindblad im Nordwesten. Von der Erde aus kann man den Krater nur von der Seite und nur bei günstiger Libration am Nordwestrand des Mondes beobachten.
Der Krater ist von einer Vielzahl späterer Einschläge gezeichnet. Seine Entstehungszeit wird der nektarischen Periode zugerechnet.
Cremona hat vier Nebenkrater:
| Buchstabe | Position           | Durchmesser | Link |
| --------- | ------------------ | ----------- | ---- |
| A         | 69,22° N, 90,88° W | 43 km       |      |
| B         | 67,76° N, 92,11° W | 19 km       |      |
| C         | 67,27° N, 91,86° W | 14 km       |      |
| L         | 65,94° N, 89,96° W | 22 km       |      |

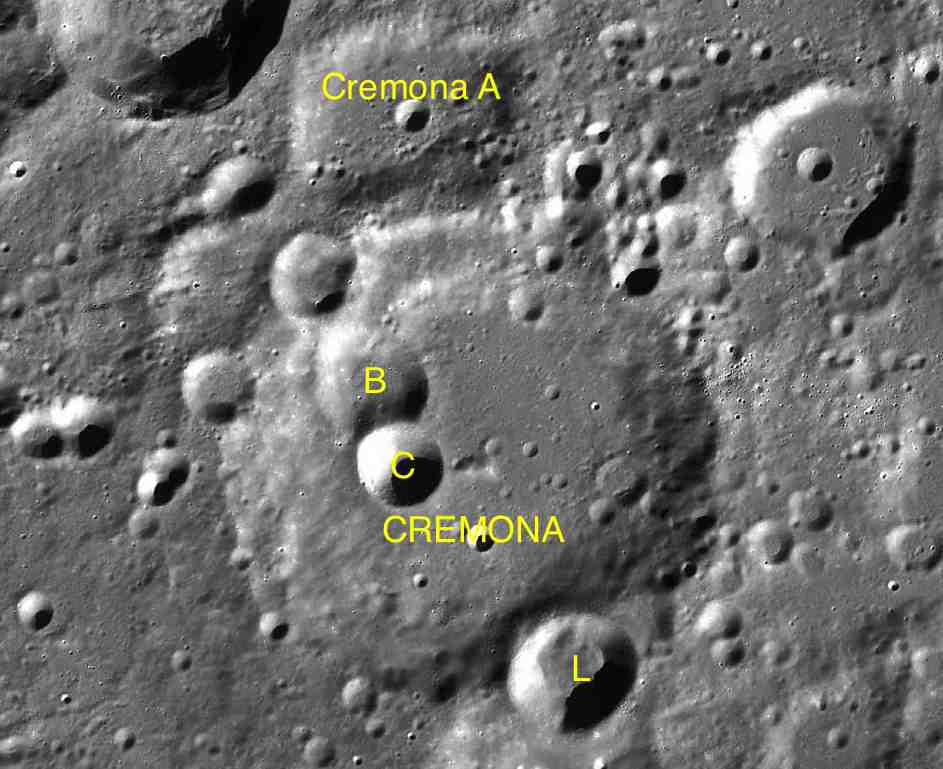
Cremona mit seinen Nebenkratern

Der Krater wurde 1964 von der IAU offiziell nach dem italienischen Mathematiker Luigi Cremona benannt.